# Беријев Бе-200
Беријев Бе-200  (рус. Бериев Бе-200) је авион амфибија који је пројектовала и израдила компанија ТАНТК Беријев. Пројектован као авион за гашење пожара, трагање и спасавање, поморске патроле, теретни и путнички превоз. Има капацитет од 12.000 литара воде, или до 72 путника у путничкој варијанти.

## Пројектовање и развој
На бази захтева потенцијалних цивилних корисника, ОКБ Беријев је пројектовао хидроавион-амфибију који је намењен за употребу у путничком и теретном саобраћају, гашење шумских пожара; цивилне службе спашавања; патроле за потребе рибарства или обалске страже. Авион је пројектован на бази авиона Беријев А-40 али са дупло мањом максималном полетном масом.
Формално одобрење за развој „Бе-200“, дато је 1990. године, а тим под вођством Александра Јавкина преузео је рад на пројекту. Фабрика у Таганрогу је 1991. године представила модел у пуној величини. Распад Совјетског Савеза је успорио, али није прекинуо радове на Бе-200. Први пробни лет прототипа обављен је 24. септембра 1998. године. Прототип је опремљен системом резервоара за воду за гашење пожара, који је првобитно био примењен на авиону Беријев Бе-12.
Први прототип Бе-200 приказан је на аеро салону у Паризу јуна 1999. године и привукао је велику пажњу. У наредних неколико година био је приказан широм света, а 2002. је тестиран други прототип овог авиона. Овај други прототип је заправо био претпроизводни модел који је у производњу ушао под ознаком Бе-200ЧС.

## Технички опис
Технички опис је направљен на основу извора.
Труп је потпуно металне конструкције то је уствари чамац са кобиличастим дном каскадног типа што олакшава авиону полетање због смањеног отпора. У трупу се налази кокпит за пилота и кабина за чланове посаде. Кабине посаде се греју топлотом издувних гасова мотора. Ова топлота се такође користи за одлеђивање виталних летних делова авиона. У зависности од намене авиона постоје различите верзије трупова. Путничка варијанта има компактан труп у коме се иза пилотске кабине налази путничка кабина са 72 седишта за путнике. Ова верзија трупа има прозоре у сваком реду седишта, двоја врата са леве стране трупа и излазна врата се обе стране трупа у случају опасности. Верзија авиона Бе-200ЧС намењена за вартогасне и спасилачке активности има труп у који се може сместити спасилачки чамац, седишта за посаду и резервоари са укупном запремином од 12 кубика воде, системом за пуњење и испуштање воде из резервоара. Овај авион на трупу са десне стране има велика врата димензија 2050 х 1750 mm намењена за испуштање спасилачког чамца у воду а са леве стране нормална врата са степеницама за укрцавање посаде.
Авион покрећу два турбовентилаторска мотора Прогрес Д-436ТП који производе потисак при полетању од 73.55 kN сваки. Мотори се покрећу помоћу помоћног агрегата. Мотори су уграђени у гондоле које се налазе изнад задње ивице крила, па су њихови усисници ваздуха заштићени од продора воде чак и при високим таласима.
Крило се састоји од средишњег дела и два конзолна дела крила, два врха крила. По облику крило је стреласто, трапезастог облика са две рамењаче, попуно металне израде и основне (носеће) конструкције и облоге. Испод средишњег дела крила, одмах уз труп се налазе гондоле за смештај главних ногу и точкова стајног трапа. Крила су опремљена са увлачећим двопрорезним закрилацима који се налазе дуж целог распона крила, спојлерима и скретним летвицама које се налазе на предњој ивици и елеронима. При крајевима  крила постављени су неувлачиви пловци који служе за повећање стабилности летелице на води.
Репне површине састоје се од хоризонталног и вертикалног стабилизатора. Реп авиона је у облику слова Т. Хоризонтална репна површина је подесива у лету и састоји се од стабилизатора и кормила дубине. Вертикални реп се састоји од вертикалног стабилизатора и кормила правца. На кормилу правца је уграђен тример-серво компензатор.
Стајни трап је типа трицикл са потпуним увлачењем у току лету и приликом полетања и слетања на воду. Предња нога стајног трапа се увлачи у труп, а главне ноге у гондоле испод крила. Све ноге стајног трапа су опремљене системом за увлачћење и уљно пнеуматским амотизерима. На свим ногама стајног трапа су постављена по два точка са кочницама. Предња нога је ротирајућа (управљивља). Стајни трап омогућава слетање летелице на тло, а ако слети на воду обезбеђује самостално излазак из воде на обалу.

## Верзије
- Бе-200 - Основни вишенаменски модел.
- Бе-200ЧС - Вишенаменски модел модификован према захтевима руског Министарства за ванредне ситуације.
- Бе-200Е - Верзија авиона Бе-200ЕС са натписима у пилотској кабини на енглеском језику.
- Бе-200РР - Модел авиона са Ролс-Роијс моторима.
- Бе-210 - Искључиво путничка варијанта намењена за превоз само људи.
- Бе-220 - Варијанта намењена за поморску патролу.

## Оперативно коришћење
Први произведени примерак авиона Беријев Бе-200ЧС је испоручен Министарству за ванредне ситуације Руске Федерације 2003. године. Укупно са прототиповима је произведено 37 ових авиона (до 2023.). Овај авион је извезен у 5 земаља на четири континента.
Од 2003. године Бе-200 је учествовао у гашењу пожара у следећим земљама: Сардинија (Италија) 2004,2005., Португалија 2005,2007., Индонезија 2006 и 2015, Грчка 2007 и 2021, Азербејџан 2008, Израел 2010, Србија 2012 и 2013, Турска 2021 и 2023.

## Земље које су користиле авион
- Алжир
- Русија
- Азербејџан
- Чиле
- Кина
- САД